# Arsénico y encaje antiguo (obra de teatro)
Arsénico y encaje antiguo (Arsenic and Old Lace) es una obra de teatro escrita en 1939 por el dramaturgo estadounidense Joseph Kesselring.
Está basada en la novela de Myrtle Reed Lavender and Old Lace, publicada en 1902.

## Argumento
Comedia de humor negro, que gira en torno a la familia Brewster, directos descendientes de los colonos del Mayflower, pero con el tiempo ha degenerado en un grupo de maníacos homicidas dementes. Solo Mortimer Brewster parece una persona que encaja en el parámetro de la normalidad. Es un crítico de teatro que se enfrenta tanto a las locuras de su familia homicida como a las investigaciones de la policía local de Brooklyn, al tiempo que se debate sobre si se debe seguir adelante con su reciente promesa de casarse con la mujer que ama (Elaine). Su familia incluye dos tías ancianas y solteronas (Martha y Abby) que se dedican a asesinar a los ancianos solitarios por envenenamiento con una copa de vino de saúco casero mezclada con arsénico, estricnina y "una pizca" de cianuro, un hermano (Teddy) que se cree Theodore Roosevelt y excava esclusas del Canal de Panamá en el sótano del hogar familiar (que constituirán las tumbas de las víctimas de las tías), y un segundo hermano asesino profesional (Jonathan), sometido a cirugía plástica realizada por su cómplice alcohólico, el Dr. Einstein (un personaje basado en la vida del delincuente Joseph Moran) para ocultar su identidad, y que ahora se parece el actor de películas de terror Boris Karloff (una broma autorreferencial , ya que el personaje en su estreno fue interpretado precisamente por Karloff).

## Montajes
Estrenada en el Fulton Theatre (Broadway) el 10 de enero de 1941, con interpretación de Allyn Joslyn (Mortimer), Helen Brooks (Elaine Harper), Jean Adair (Martha Brewster), Josephine Hull (Abby), Boris Karloff (Jonathan Brewster), John Alexander (Teddy) y Victor Sutherland (Teniente Rooney).
Se repuso en Broadway en 1986, en el 46th Street Theatre, con dirección de Brian Murray e interpretada por Tony Roberts (Mortimer), Polly Holliday (Martha), Jean Stapleton (Abby) y Abe Vigoda (Jonathan).
En 2011 se hizo una nueva puesta es escena en el Dallas Theater Center, de la ciudad de Dallas, con Betty Buckley y Tovah Feldshuh.
Entre los montajes realizados en países de lengua no inglesa, puede mencionarse la adaptación en Italia, con el título de Arsenico e vecchi merletti, que se estrenó en el Teatro Quirino de Roma en 1945, interpretada por Paolo Stoppa (Mortimer), Rina Morelli, Dina Galli, Arnoldo Foà y Mario Pisu. En Francia también fue estrenada en 1945, en este caso en el Théâtre de l'Athénée de París, titulada Arsenic et vieilles dentelles. El cartel estaba integrado por Berthe Bovy, René Stern, René Marjac, Jane Marken y André Philip. En polaco se tituló Arszenik i stare koronki y se estrenó en 1957 en el Teatro Powszechny de Varsovia con dirección de Adam Hanuszkiewicz. En Argentina se estrenó una versión en el Teatro Blanca Podestá en 1985 protagonizada por Rosa Rosen, Lydia Lamaison, Gianni Lunadei, Nathán Pinzón, Cecilia Cenci, Adrián Ghío y Felipe Méndez; todos ellos dirigidos por Agustín Alezzo.

## La obra en España
La obra se estrenó en España en el Teatro Infanta Isabel de Madrid el 11 de octubre de 1945, en traducción de Luis Fernando de Igoa, decorados de Sigfrido Burmann e interpretada por Isabel Garcés, Irene Caba Alba, Honorina Fernández, Luis García Ortega, Ángel de Andrés, Gregorio Valero y Emilio Gutiérrez.
Se repuso en 1987, en esta ocasión en el Teatro Bellas Artes de Madrid, dirigida por Ángel F. Montesinos, con escenografía de Gil Parrondo e interpretación de Paula Sebastián, Joaquín Kremel, Aurora Redondo, María Isbert, Ángel Terrón, Francisco Racionero, Rafael Ramos de Castro, Francisco Grijalvo, Antonio Chamorro, Miguel Palenzuela, Félix Navarro, Amador Castaño, Paco Bernal y Sergio Mendizábal.
Se ha versionado en dos ocasiones para televisión: En 1961 en el espacio Gran Teatro de TVE, emitido el 23 de julio. Fueron sus intérpretes Pastor Serrador, Antonio Ferrandis, Marisol Ayuso, Venancio Muro, Nela Conjiu, Rosa Luisa Gorostegui y Joaquín Pamplona, con dirección de Juan Guerrero Zamora. Y en la emisión del espacio Primera fila, de 5 de septiembre de 1964, con Tota Alba, María Banquer, Juanjo Menéndez, Fernando Delgado, Gabriel Llopart, María José Alfonso, Valeriano Andrés, José María Escuer, Jesús Enguita y Valentín Tornos, dirigidos por Gustavo Pérez Puig.

## Adaptaciones
Fue llevada al cine en 1944 por Frank Capra en la película del mismo título con un elenco integrado por Cary Grant, Priscilla Lane, Raymond Massey, Peter Lorre y el "hermano" y las "tías" del montaje original de la obra John Alexander, Josephine Hull y Jean Adair.